# Helgonet återvänder
Helgonet återvänder (engelska: Return of the Saint) är en brittisk TV-serie som producerades i 24 avsnitt av ITV mellan 1978 och 1979.
Serien handlar om Leslie Charteris romanfigur Helgonet som spelas av Ian Ogilvy.